# 越南開國志傳
《越南開國志傳》（越南语：／），本名《南朝功業演志》，又名《南越志》、《南朝阮主開國功業演志》、《皇朝開國志》和《功業演志》，是一部成書於永盛十五年（1719年）的越南漢文歷史小說，主要講述了16-17世紀越南分裂時期，南方阮氏和北方鄭氏兩大政治集團進行的政治對立和軍事對抗。作者為阮主時期官員榜中侯阮科占。

## 關於作者
作者阮科占是越南阮主阮福淍時期的官員，官至參政正斷事，受封榜中侯。他在擔任該簿副斷事期間（1718—1724年）撰寫了這本小說。從小說內容上看，阮科占有很高的漢文文化休養，儒、佛、道的思想在書中都有體現，小說中使用了大量的漢文詩詞，也說明了阮科占有較高的漢文功底。

## 內容
小說主要敘述南朝阮主政權在順廣地區建立、鞏固和發展過程，以及和北方鄭氏之間的相互對抗。時間上起自黎英宗正治十一年（1568年），阮潢被鄭檢派往順廣鎮守；止於黎熙宗正和十年（1689年），阮主阮福溙即位第二年，下令開科取士。
小說共分為八卷，卷首有楊慎齋序，扶寧縣知縣僩跋和越南開國世系。
第一卷為仙主阮潢時期。上溯莫登庸代黎自立，昭勳靖王阮淦在漆馬江擁立黎莊宗即位，反抗莫氏。阮淦去世後，軍權落入女婿鄭檢手中，鄭檢迫害阮淦之子阮潢，欲除之而後快。阮潢通過姐姐向鄭檢求鎮順化，得到鄭檢同意。阮潢逃離西京清化後，躲過了路上伏兵追殺，抵達順化，施行德政，聚攏民心，消滅了當地的莫氏勢力，鞏固了政權，並初步形成南北對立的局面。
第二卷和第三卷為佛主阮福源和上主阮福瀾時期。此時莫氏已經擊敗，退守高平。越南正式形成南阮北鄭的分裂局面，雙方為了征服對方，想辦法儘量招攬人才。北方陶維慈因為出身低賤，遭到官吏歧視，他憤而南投，後來受到阮主重用。這兩卷主要講述陶維慈為阮主出謀劃策，對抗北方的內容。
第四至八卷是賢主阮福瀕和義主阮福溙時期。這一時期，南北雙方不停交戰。南朝阮主在順義侯阮有進和昭武侯阮有鎰的協助下，君臣同心同德，抵抗北方入侵，保障了南北分治的局面。

## 刊本
本書在古代越南多以抄本形式流傳，近代以來，多次被翻譯為越南文出版。1988年，該書被收入法國遠東學院和台灣學生書局合作出版的《越南漢文小說叢刊》第一輯。2010年，該書收入上海古籍出版社出版的《越南漢文小說集成》第7冊，由趙維國進行點校。